# Eugeniusz Płuszczewski
Eugeniusz Płuszczewski (ur. 11 września 1892 w Płocku, zm. 12 stycznia 1923) – kapitan pilot-obserwator Wojska Polskiego, uczestnik I wojny światowej i wojny polsko-bolszewickiej, dowódca 5. eskadry wywiadowczej.

## Życiorys
Syn Ignacego i Heleny z domu Żukowskich. Egzamin maturalny zdał w Kijowie i w 1912 r. został powołany do odbycia służby w armii carskiej. 1 września został skierowany do Oficerskiej Szkoły Piechoty w Moskwie, którą ukończył 12 lipca 1914 r. i otrzymał promocję na stopień podporucznika. 
Służył w 111. pułku piechoty, w jego składzie walczył podczas I wojny światowej. W toku walk został awansowany do stopnia kapitana, w 1917 r. zgłosił się do służby w lotnictwie. Podczas wojny domowej został wcielony do armii Denikina, gdzie służył w 6. eskadrze lotniczej.
20 sierpnia 1920 r. powrócił do Polski i zgłosił się do służby w odrodzonym Wojsku Polskim. Otrzymał przydział do 17. eskadry wywiadowczej i wziął udział w wojnie polsko-bolszewickiej. Po zakończeniu działań wojennych 30 września 1920 r. został skierowany na kurs pilotażu do Poznania, a następnie 4 września 1922 r. do Wyższej Szkole Pilotów w Ławicy. W listopadzie 1922 r. objął dowództwo nad 5. eskadrą wywiadowczą.
Zginął 12 stycznia 1923 r. Pilotowany przez niego Bristol F.2B wpadł w korkociąg i uderzył w ziemię. Lecący z nim por. obserwator Jan Szunejko został ranny. Został pochowany w Poznaniu na cmentarzu wojskowym w kwaterze lotniczej.

## Ordery i odznaczenia
- Polowa Odznaka Obserwatora (pośmiertnie)[5]